# Sint-Gillis-Waas
Sint-Gillis-Waas è un comune belga situato nella regione fiamminga.